# Gerhard Daum
Gerhard Daum   (Friburg de Brisgòvia, 30 de setembre de 1956) és un compositor alemany especialitzat en partitures de pel·lícules, músic i productor musical.

## Biografia
Gerhard Daum, nascut el 30 de setembre de 1956 a la ciutat de Friburg im Breisgau, al sud d'Alemanya, va desenvolupar un interès per la música des de la seva infantesa. Va començar a tocar la trompeta en la seva joventut i va actuar amb diverses bandes de metall. Quan era adolescent, també va aprendre a tocar la guitarra i el piano abans de començar els seus estudis de música. Daum va anair a la Universitat de Música de Karlsruhe, on es va graduar amb un diploma de música, amb la guitarra clàssica com a instrument principal. Els seus estudis van incloure un semestre a la Universitat de Música i Arts Escèniques de Graz, Àustria, on es va centrar en el jazz i la improvisació.
Després dels seus estudis, Daum va treballar com a professor de guitarra a la reconeguda Jazz & Rock School Freiburg des de 1985. Durant aquest temps, també va fer una gira per Europa amb el seu propi conjunt de jazz i rock, el Gerhard Daum Quartett, actuant a Alemanya, França, Suïssa i Àustria. Més tard va fundar l'editorial musical Gerhard Daum Music Edition el 1993 i el seu segell ToneWork Records el 1995.
El seu enfocament es va centrar en la música de cinema després que el Bayerischer Rundfunk li oferís una feina a Múnic. Inspirat en les partitures d'Ennio Morricone, Bernard Herrmann, John Barry i John Williams, entre d'altres, Daum va començar a compondre partitures per a pel·lícules i sèries de televisió alemanyes, inclosa Tatort
Per aprofundir en els seus coneixements, Daum es va traslladar a Hollywood el 1997. Va prendre classes d’Etnologia Musical a CSUN i va participar en la classe magistral de música de cinema a UCLA. Daum va reunir experiència internacional i va compondre partitures per a produccions com Felon de Sony.
Actualment viu a Berlín, on continua component per a diferents produccions.

## Obra
Compositor versàtil, Daum ha treballat en música per a pel·lícules, sèries de televisió, anuncis publicitaris i videojocs a Alemanya i als Estats Units i ha guanyat premis pel seu treball.
De les nombroses sèries de televisió per a les quals Daum ha compost música, destaquen Forsthaus Falkenau, Die Garmisch-Cops i la sèrie de televisió de culte alemanya Tatort. Va guanyar reconeixement a través de les seves partitures per a llargmetratges independents com Reflex Action, Hollywood Kills, Prince of Swine i sobretot pel drama d'acció de Hollywood Felon, protagonitzat per Val Kilmer, Sam Shephard, i Stephen Dorff. La música de la pel·lícula va ser interpretada per l'Orquestra Simfònica de la Ràdio de Baviera a la Nit de Música de Cinema de Múnic el 2009.
La seva música per a la pel·lícula d'imatge Every Child Counts va guanyar el NTVA Music Competition Gold Award el 2001.
Daum també es va fer un nom amb les seves partitures per a documentals, en particular la banda sonora del documental alemany Hindenburg & Hitler – The Making of a Führer i la pel·lícula nord-americana That Which I Love Destroys Me que va guanyar el premi Voice 2015 al Royce Hall de la UCLA.
A més de la música de pel·lícula, Daum ha produït diversos projectes de CD en solitari. El seu àlbum de debut, un projecte de música del món titulat Mental Voyager – A Music Journey, es va publicar el 1993 amb el segell ToneWorks Records i es va tornar a publicar el 2014. Un segon àlbum va seguir el 1996, Mental Voyager – Voiceland, que va ser un dels pocs llançaments de Dolby Surround en aquell moment. L'àlbum consta de set cançons, un encreuament postmodern i neoclàssic entre elements èpics, simfònics, veus solistes clàssiques i rock, combinat amb un disseny de so electrònic. Les cançons compten amb la veu de membres del Bayerischer Rundfunk Choir, Cambridge Consort Voices i Historisches Ensemble Regensburg.
Daum va llançar un altre projecte en solitari a ToneWorks Records el 2015, Epic Drama, que inclou temes èpics per a orquestra, guitarres elèctriques, bateria, veus solistes i cors en un estil simfònic de rock neoclàssic postmodern.
Film Music Suites, publicat a ToneWork Records el 2017, presenta una col·lecció de suites, reorquestrada a partir de les recents composicions originals de Daum per a cinema i televisió. Totes les peces van ser gravades amb el Brandenburger Symphoniker sota la direcció de Hannes Ferrand.
Des del 2001, Daum també ha compost i produït llançaments industrials per a cinema, televisió i jocs per a Gerhard Daum Music Edition/ToneWorks Records, primer a Los Angeles i ara a Berlín. Aquests inclouen Explosive Choirs (2007), Green Evolution (2008), Storm Guitars (2009) i 3D-Scoring (2012).

## Filmografia
- That Which I Love Destroys Me (EUA, 2015)
- Die Garmisch-Cops (Alemanya, 2012–2014))
- Hindenburg – Der Mann, der Hitler zum Kanzler machte (Alemanya, 2014)
- Felon (EUA, 2008)
- Prince of Swine (EUA, 2010)
- Hollywood Kills (EUA, 2006)
- Hatchetman (EUA, 2003)[21]
- One of Us (EUA, 2002)
- Reflex Action (EUA, 2002)
- L'estrany cas del Sr. K (Itàlia, França, Alemanya, 2001)[22]
- Hitmen (EUA, 2000)
- Amor, Ltd. (EUA, 2000)[23]
- Große Freiheit (Alemanya, 1997)
- Au Pair (Regne Unit, Alemanya, 1994)[24][23][25]
- Stella Stellaris (Alemanya, 1994)
- Forsthaus Falkenau (17 episodis, Alemanya, 1991–1992)
- Das größte Fest des Jahres – Weihnachten bei unseren Fernsehfamilien (Alemanya, 1991))
- Tatort – Bier vom Fass (Alemanya, 1989)

## Discografia

### Bandes sonores
- That Which I Love Destroys Me (2015)
- Hindenburg & Hitler – The Making of a Führer (2014)
- Film Music Collection II (2012)

### Projectes en solitari
- Drama èpic (2015)
- Mental Voyager - Voiceland (1996, reeditat el 2015)
- Mental Voyager - A Music Journey (1993, reeditat el 2014)
- Film Music Suites: The Brandenburger Symphoniker interpreta Film Music Suites de temes originals de pel·lícules i televisió, compostes per Gerhard Daum (estrenat el 2017)